# Église catholique en Autriche
L'Église catholique en Autriche (en allemand : « Katholische Kirche in Österreich »), désigne l'organisme institutionnel et sa communauté locale ayant pour religion le catholicisme en Autriche.  
L'Église en Autriche est organisée en deux provinces ecclésiastiques (Salzbourg et Vienne) et une abbaye territoriale, qui ne sont pas soumises à une juridiction nationale au sein d'une église nationale mais sont soumises à la juridiction universelle du pape, évêque de Rome, au sein de l'« Église universelle ».
Les deux provinces ecclésiastiques comptent neuf diocèses (deux archidiocèses métropolitains et sept diocèses) rassemblant toutes les paroisses de l'Autriche.
En communion avec le Saint-Siège, les évêques des diocèses d'Autriche sont membres d'une instance de concertation, la conférence épiscopale autrichienne.
Depuis 1918, l'Autriche n'a plus de religions d'État ni officielles. L'Église catholique est autorisée par la constitution fédérale de l'Autriche de 1919 : « les habitants ont droit au libre exercice, de toute foi, religion ou croyance, dont la pratique ne sera pas incompatible avec l'ordre public et les bonnes mœurs »,,.    
L'Église catholique est la communauté religieuse comptant le plus de membres. 

## Histoire
L'archidiocèse de Salzbourg est érigé en 798. Depuis 1854, la primatie de Germanie (de) (Primus Germaniae) est détenue par l'évêque de Salzbourg.
À la suite de la Première Guerre mondiale et de la fin du Saint-Empire romain germanique, l'Autriche n'a plus de religion d'État ni officielles depuis 1918.

## Organisation

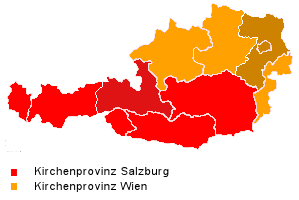
Circonscriptions ecclésiastiques en Autriche

L'Église catholique romaine en Autriche est divisée en neuf diocèses (dont deux archidiocèses) et une abbaye territoriale : 
- Province ecclésiastique de Salzbourg
  - Archidiocèse de Salzbourg
  - Diocèse de Feldkirch
  - Diocèse de Graz-Seckau
  - Diocèse de Gurk
  - Diocèse d'Innsbruck
- Province ecclésiastique de Vienne
  - Archidiocèse de Vienne
  - Diocèse d'Eisenstadt
  - Diocèse de Linz
  - Diocèse de Sankt Pölten
- Abbaye territoriale de Wettingen-Mehrerau

## Statistiques
| année | population | catholiques | catholiques |
| année | population | Nombre      | %           |
| ----- | ---------- | ----------- | ----------- |
| 1951  | 6 933 905  | 6 170 084   | 89,0 %      |
| 1961  | 7 073 807  | 6 295 075   | 89,0 %      |
| 1971  | 7 491 526  | 6 548 316   | 87,4 %      |
| 1981  | 7 555 338  | 6 372 645   | 84,3 %      |
| 1991  | 7 795 786  | 6 081 454   | 78,0 %      |
| 2001  | 8 032 926  | 5 915 421   | 73,6 %      |
| 2011  | 8 408 121  | 5 403 722   | 64,3 %      |
| 2021  | 8 979 894  | 4 828 066   | 53,8 %      |

En 2017, dans une population de 8,8 millions d'habitants, 5,1 millions des Autrichiens étaient catholiques (57,9 %) contre 24,4 % sans religion, 8 % de musulmans, 6 % d'orthodoxes, 5 % de protestants,,.